# Porlamar
Porlamar é uma cidade da Venezuela localizada na Ilha de Margarita, estado de Nueva Esparta. Porlamar é a capital do município de Mariño.